# Mizzi Kaspar

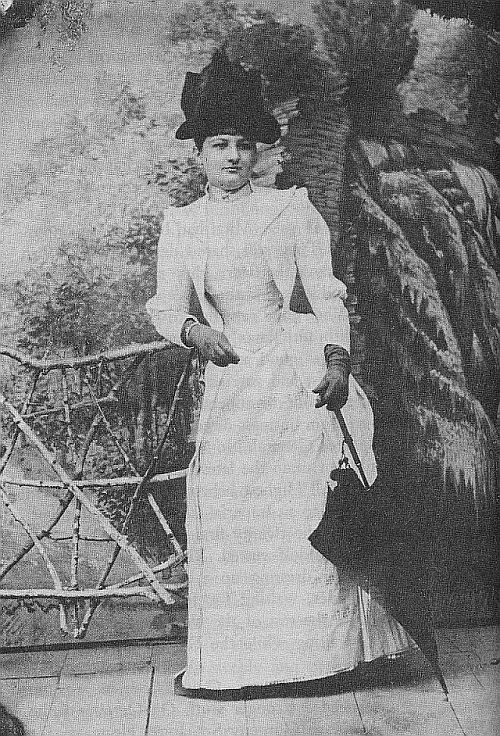
Mizzi Kaspar, fénykép

Mizzi (vagy Mitzi) Kaspar (eredetileg Marcella Kaspar), (Bécs, 1864. szeptember 28. – Bécs, 1907. január 29.) osztrák nagyvilági prostituált, több éven át Rudolf koronahercegnek, az Osztrák–Magyar Monarchia trónörökösének szeretője.

## Élete
Hivatalos foglalkozását illetően Mizzi Kaspar önmagát „háztulajdonosként” jelölte meg, valójában azonban egyfajta nagyvilági prostituált volt, aki csak magasabb úri társaságból választotta üzletfeleit. Ezt a foglalkozást a bécsi népnyelv az „Edelhure” (kb. „úri szajha”) kifejezéssel jelöli, finomabb körökben a „szubrett” megjelölést használták.
Rudolf koronaherceg (1858–1889), az Osztrák–Magyar Monarchia trónörököse több prostituálttal is rendszeres vagy alkalmi kapcsolatban állt. Közülük egyedül Mizzi Kasparhoz fűzte szilárd érzelmi vonzalom. Szoros kapcsolatuk éveken át, egészen Rudolf haláláig fennmaradt.
Rudolf trónörökös labilis idegzetű, depresszióra hajlamos személyiség volt. Nem tudott (vagy nem akart) megfelelni az uralkodó család vele szemben támasztott követelményeinek. Feleségéhez, Stefánia koronahercegnéhez (1864–1945) való viszonya megromlott (az asszony meddőségét a prostituáltaktól hazahurcolt nemi betegséggel maga Rudolf idézte elő). A házasfelek elhidegültek. A trónörökös egyre inkább megcsömörlött az élettől, kétségbeesésbe, depresszióba süllyedt, és csak a halálban látott kiutat. Az öngyilkossághoz kísérőt keresett magának, egy érzelmi társat, aki vele együtt menne a halálba.
Először Mizzi Kasparral együtt akart közös öngyilkosságot elkövetni, ő azonban visszautasította, 25 évesen nem kívánt Rudolffal együtt meghalni. Látva Rudolf állapotát, Mizzi többször is tájékoztatta a rendőrséget a trónörökös öngyilkossági terveiről. Bejelentéseit azonban nem vették figyelembe. Mizzi kétségbeesetten kereste a hatóságok segítségét, egyes források szerint még a miniszterelnök–belügyminiszterhez, Eduard Taaffe grófhoz (1833–1895) is bejutott, hogy Rudolf életét megmentse, de sehol sem járt sikerrel. Valószínű, hogy az öngyilkossági terv komolyan vétele annak a ténynek elfogadását jelentette volna, hogy a trónörökös elmebeteg. Ilyesmire utaló bejelentést azonban senki sem merészelt tenni a mélyen hívő császárnak.
Rudolf 1889. január 27-én, öngyilkossága előtt mindössze két nappal találkozott utoljára Mizzi Kasparral. Az éjszakát együtt töltötték Bécsben. Másnap, január 28-án Rudolf utasította unokanővérét, Marie von Larisch grófnőt (1858–1940), hogy hozza el a Hofburgba Rudolf fiatal barátnőjét, a 18 éves Mary von Vetsera bárónőt. A leányt Rudolf kiszöktette a császári palotából, és magával vitte egy Mayerling környékén tervezett vadászatra. Január 30-án reggel mindkettőjüket holtan találták a mayerlingi vadászkastélyban. Haláluk pontos körülményei máig tisztázatlanok.
Rudolf trónörökös végrendeletében Mizzi Kasparra 30 000 forint összeget hagyott. (Az 1892-es pénzreform nyomán ez kb. 60 000 koronát, azaz kb. 18,3 kg aranyat ért, aranyárfolyamon átszámolva kb. 190 000 000 forint lenne 2017-ben.)

## Játékfilm
- Mayerling, (1968), rendező: Terence Young. Mitzi Kaspart Fabienne Dali, Rudolf trónörököst Omar Sharif, Stefánia főhercegnét Andréa Parisy, Marie von Vetsera bárónőt Catherine Deneuve, I. Ferenc József császárt James Mason, Erzsébet császárnét Ava Gardner, Marie von Larisch grófnőt Geneviève Page alakította.
- Rudolf – Sissi egyetlen fia, osztrák-német-francia-olasz TV-film, 2006, rendező: Robert Dornhelm. Mitzi Kaspart Birgit Minichmayr, Rudolf trónörököst Max von Thun, Stefánia főhercegnét Daniela Golpashin, Marie von Vetsera bárónőt Vittoria Puccini, I. Ferenc József császárt Klaus Maria Brandauer, Erzsébet császárnét Sandra Ceccarelli, Marie von Larisch grófnőt Julia Cencig alakítja.

## Kapcsolódó irodalom
- Bart István: A boldogtalan sorsú Rudolf trónörökös, Helikon, Budapest, 1984.
- Philipp Vandenberg: Die Frühstücksfrau des Kaisers. Vom Schicksal der Geliebten, Bastei-Lübbe, Bergisch Gladbach, 2007. (németül)